# Dietrich Lückoff
Dietrich Lückoff (* 3. Januar 1957 in Dillenburg; † 11. Mai 2014 in Berlin) war ein deutscher Schriftsteller, Übersetzer, Dichter und Lyriker.

## Leben

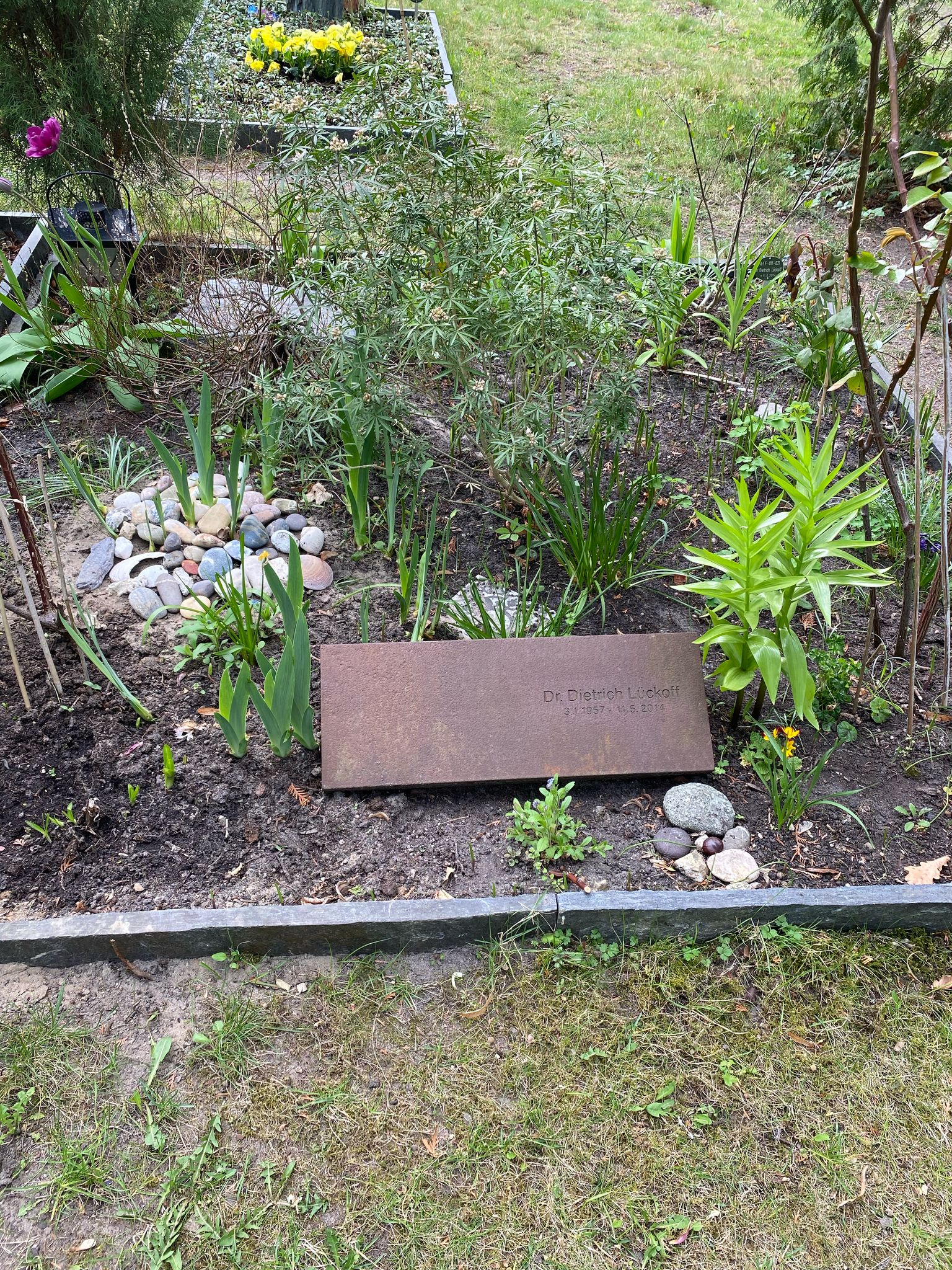
Grabstätte auf dem Alten St.-Matthäus-Kirchhof

Dietrich Lückoff wuchs in den hessischen Dörfern Neunkirchen und Wissenbach auf und besuchte die Volksschule in Wissenbach, später den humanistischen Zweig des Wilhelm-von-Oranien-Gymnasiums in Dillenburg. Von 1975 bis 1977 studierte Lückoff Romanistik an der Philipps-Universität in Marburg/Lahn und leistete nach seiner Kriegsdienstverweigerung im Rahmen der Aktion Sühnezeichen Friedensdienste den Ersatzdienst in Berlin und Paris. 1979 nahm er sein Studium der Romanistik und der Literaturwissenschaft an der Freien Universität Berlin wieder auf. Nach einem einjährigen Studienaufenthalt in Florenz beendete Lückoff sein Studium mit Magister artium in den Fächern Französisch, Italienisch und Allgemeine und Vergleichende Literaturwissenschaft. Von 1985 bis 1992 war er als wissenschaftlicher Mitarbeiter an der FU tätig und promovierte 1993 über Valery Larbaud.
Dietrich Lückoff war freier Mitarbeiter des SFB (Sender Freies Berlin) und des TIP/Berliner Stadtmagazin und arbeitete als freier Autor, Dichter, Illustrator, Übersetzer und Literaturforscher. Die zahlreichen Veröffentlichungen Lückoffs beinhalten Kritiken und Essays in Rundfunk, Zeitschriften und Büchern. Nach langen Jahren in Brüssel und Rom lebte er als Literaturwissenschaftler und Autor in Berlin und La Spezia/Italien. Zuletzt erschien von ihm ein Dossier über den Schriftsteller Vizconde de Lascano Tegui. Ein Werk über die einzigartigen Klebebriefe des Freiherrn Karl Hartwig Gregor von Meusebach ist postum im Oktober 2020 erschienen. Dietrich Lückoff starb unerwartet am 11. Mai 2014 in Berlin. Seine letzte Ruhestätte fand er auf dem Alten St.-Matthäus-Kirchhof.

## Schriften
- Aus dem Leben und Kleben des Freiherrn Karl Hartwig Gregor von Meusebach (79 Schwarz-Weiß-Abbildungen, Frontispiz, sowie 32 unpaginierte Farbtafeln). Hirzel S. Verlag, Oktober 2020, ISBN 978-3-7776-2632-1.
- Der ideale Leser bei Valery Larbaud, Larbauds Vorstellung von »élite lettrée«, »Litteratus« und »Clericus« in der Moderne. (= Europäische Hochschulschriften. 13; Französische Sprache und Literatur. 193). Peter Lang, Frankfurt u. a. 1994, ISBN 3-631-47384-2.
- Vizconde de Lascano Tegui: Familienalbum mit Bildnissen von Unbekannten. mit einem Nachwort von Dietrich Lückoff. Zsolnay, Wien 2000, ISBN 3-552-04970-3.
- mit Stephen Barber: Peter Chevalier Bilder – Zeichnungen 1989–1991. Raab-Galerie u. a., Berlin 1991, ISBN 3-926639-21-0. (italienisch, deutsch, englisch)
- Friedrich Nerly a Portovenere, Estate 1828. Ediz. italiana e tedesca, C. Lombardi (Übersetzer). Verlag Il Nuovo Melangolo, Genova 2014, ISBN 978-88-7018-940-7. (zweisprachig)
- Schlangenhäute. Gedichte. Verlag Harald Schmidt, Berlin 1982, ISBN 3-922880-11-8.
- Der fliegende Hirsch. (= Bogendruck. Band 21). Ed. Howeg, Zürich 1991, ISBN 3-85736-104-2.
- Christoph Heubner: Nach Hause gehen. Gedichte. Illustrationen von Dietrich Lückoff. Lamuv, Bornheim-Merten 1981, ISBN 3-921521-27-0.